# Dzhungarocosa
Genre
Dzhungarocosa est un genre d'araignées aranéomorphes de la famille des Lycosidae.

## Distribution
Les espèces de ce genre sont endémiques du Kazakhstan.

## Liste des espèces
Selon World Spider Catalog (version 18.5, 16/09/2017) :
- Dzhungarocosa ballarini Fomichev & Marusik, 2017
- Dzhungarocosa omelkoi Fomichev & Marusik, 2017
- Dzhungarocosa zhishengi Fomichev & Marusik, 2017

## Publication originale
- Fomichev & Marusik, 2017 : A survey of East Palaearctic Lycosidae (Araneae). 13. A new genus of spiny-legs Pardosinae from Eastern Kazakhstan. Zootaxa, no 4320(2), p. 339-350.